# Axel Rundberg
Ernst Axel Rundberg, född 3 januari 1855 i Stockholm, död där 5 februari 1901, var en svensk operasångare (tenor) och regissör.

## Biografi
Rundberg var son till kammarmusikern Johan Axel Rundberg. Han blev 1874 elev vid Musikkonservatoriet i Stockholm, där han 1879 avlade examen. Dessutom genomgick han Kungliga teatrarnas elevskola 1877–1879.
Han var 1880 engagerad vid Nya teatern och bedrev 1881–1882 sångstudier i Paris för Saint-Yves Bax och Romain Bussine. Rundberg engagerades 1882 vid Kungliga Teatern som sångare och lärare i sång vid elevskolan. Han utförde en del smärre tenorpartier, som Fenton i Muntra fruarna i Winsdor, Cassio i Othello, Basilio i Figaros bröllop samt don Josés parti i Carmen.
Sin främsta insats kom han att göra som regissör. Han blev biträdande regissör och 1893 följande år ordinarie förste regissör vid Kungliga Teatern. Som regissör kom han att bli olika bedömd, men hans energi, arbetsförmåga och sällsynta organisationsförmåga har inte ifrågasatts. Under Rundbergs och Ludvig Josephsons ledning framfördes under en spelsäsong 1893–1894 inte mindre än åtta nyuppsättningar, vilket var ett rekord i den svenska operascenens historia. Bland de verk som under Rundbergs tid hade premiär på Kungliga Teatern märks Wagners Valkyrian.
Rundbergs karriär avbröts dock redan 1897, då han lämnade operan efter en personlig konflikt med några av teaterns artister. Han verkade sedan några år i Wien som sånglärare, varefter han från 1899 var förste regissör vid Vasateatern i Stockholm och samtidigt gav sånglektioner. Rundberg var även ackompanjatör, bland annat åt Arvid Ödmann och Salomon Smith. Han mottog Litteris et artibus 1894.
Rundberg gifte sig med skådespelaren Helga Adamsen 1884. De skilde sig 1887, och han gifte sig sedan med operasångaren Adèle Almati 1895.